# Долгополов Олександр Олександрович
Олекса́ндр Олекса́ндрович Долгопо́лов (англ. Oleksandr Dolhopolov) — колишній український професіональний тенісист, переможець чотирьох турнірів ATP (три з них в одиночному розряді).
Олександр — син відомого тенісиста Олександра Долгополова-старшого, тому відомий як Олександр Долгополов-молодший. Народився 7 листопада 1988 року у Києві. Він розпочав займатися тенісом у 3 роки, а в ATP турі виступає з 2006, в січні 2012 досяг 13 рядка в рейтингу ATP.
Найвищим досягненням на турнірах Великого шолома був чвертьфінал в одиночному розряді.
Завершив кар'єру 2021 року.

## Кар'єра

### 2005
На турнірі серії Futures в Іллічівську (Україна) Олександр здобуває свій перший пункт табелю про ранги ATP, вийшовши до другого кола турніру.

### 2006
Розпочавши сезон як 1491 ракетка світу, фінішував — 266, покращив таким чином свою позицію на 1225 сходинок.
По ходу сезону Долгополов здобув 5 титулів на турнірах серії Futures (Єгипет F3, Ukraine F1, Ukraine F3, Belarus F1, Italy F24). Відбувся дебют на Кубку Девіса, проти збірної Великої Британії. Найбільший успіх в сезоні був на турнірі серії Challenger в Дніпропетровську (Україна), де Олександр дійшов до півфіналу, по ходу перегравши двох гравців з ТОП 100.

### 2007
В сезоні 2007 року Долгополов здобуває перший титул переможця турніру серії Challenger в італійському Sassuolo. По ходу сезону двічі переміг гравців з ТОП 100. Закінчив сезон на 233 позиції.

### 2008
Сезон 2008 розпочав з прикрої поразки в фінальному раунді кваліфікації до Australian Open від американця Сема Варбурга 7-5, 6-7(5), 12-14. Найкращий результат — півфінал на турнірі серії Challenger в словацькому місті Трнава
По ходу сезону перебував на 470 позиції, пропустивши декілька місяців через травми.
Закінчив сезон на 312 позиції.

### 2009
Долгополов по ходу сезону здобув три титули серії Challenger та виграв перший поєдинок на турнірі АТР 250 (Санкт-Петербург).
Розпочав співпрацю з австралійським тренером Джеком Рідером.
Закінчив сезон на 133 позиції.

### 2010
Сезон 2010 Долгополов розпочав турніром Brisbane International, на який кваліфікувався завдяки перемогам над Джозефом Сіріанні та Кейденом Ганселом. В основній сітці переміг Бернарда Томича 6-4, 6-4, але потім поступився у другому колі Радеку Штепанеку в трьох сетах. На Відкритому чемпіонаті Австралії програв у першому колу кваліфікації Саймону Стадлеру 6-8 у третьому сеті.
Олександр кваліфікувався на турнір Monte-Carlo Rolex Masters завдяки перемогам над Сантьяго Вентурою та Мішею Зверєвим, але програв Жульєну Беннето в першому раунді (6-4, 5-7, 6-2). На відкритому чемпіонаті Мадрида він знову кваліфікувався в основну сітку й переміг у першому колі Андреаса Сеппі 6-3, 6-4. У другому колі програв Рафаелю Надалю (6-4, 6-3)
На Відкритому чемпіонаті Франції переміг Арно Клемана у п'ятисетовому поєдинку, 6-3 в останньому сеті. Потім Долгополов здолав п'ятого сіяного Фернандо Гонсалеса в трьох сетах. У третьому раунді він програв Ніколасу Альмагро (6-3, 6-3, 6-4).
Трав'яний сезон Долгополов розпочав сьомим сіяним на Eastbourne International. Він виграв у Джеймі Бейкера, Єн Сун Лу та Джеймса Ворда, але в півфіналі його зупинив Мікаель Льодра 6-3, 7-5. У першому колі Вімблдона Долгополов переміг Марко Кудінеллі 6-4, 6-3, 6-3. У другому раунді він непогано грав із Джо-Вілфрідом Тсонга, але програв у п'яти сетах 6-4, 6-4, 6-7(5), 5-7, 10-8.
По ходу сезону Олександр здобув чотири перемоги над гравцями ТОП 20.
Закінчив сезон на 48 позиції.

### 2011
Олександр розпочав сезон 2011 турніром Medibank International у Сіднеї, Австралія. Здолавши в перших двох колах Бернарда Томича та першого сіяного Сема Кверрі, надалі Долгополов поступився в чвертьфіналі Жилю Сімону, майбутньому переможцю турніру.
На Відкритому чемпіонаті Австралії 2011 Долгополов переміг Михайла Кукушкіна, Бенжаміна Беккера, Джо-Вілфреда Тсонгу, в п'яти сетах: 3-6, 6-3, 3-6, 6-1, 6-1. В четвертому колі він виграв у четвертого сіяного Робіна Содерлінга, знову ж у п'яти сетах: 1-6, 6-3, 6-1, 4-6, 6-2. В чвертьфіналі Олександр поступився Енді Маррею в чотирьох сетах (7-5, 6-3, 6-7, 6-3).
На турнірі в хорватському місті Умаг Олександр здобув свій перший титул переможця турніру ATP 250. В фіналі переміг Маріана Чіліча  6-4, 3-6, 6-3.
По ходу сезону Олександр здобув дві перемоги над гравцями ТОП 10.
Закінчив сезон на 15 позиції.

### 2012
Будучи 4 сіяним на турнірі Міжнародної тенісної асоціації в Брисбені, Долгополов щоб дістатися до фіналу, де поступився Енді Маррею 6-1, 6-3, переміг Алехандро Фалья, Ігоря Андрєєва, Радека Штепанека і Жиля Симона.
На турнірі Citi Open, у Вашингтоні здобув свій перший титул ATP 500, перегравши у фіналі Томмі Хааса 6-7 6-4 6-1
Після турніру в малайзійському Куала Лумпур припинив співпрацю з Джеком Рідером.
На турнірі в іспанській Валенсії (ATP 500) вийшов до фіналу, де поступився Давиду Ферреру 1-6, 6-3, 4-6.

## Екіпірування
Олександр Долгополов грає ракетками Wilson Pro Staff 95S. До 2014 року одяг та взуття Адідас. З початку 2015 року підписав контракт за яким став офіційним представником фірми Joma («Хо́ма»).

## Зміна імені
- У 2010 році Олександр Долгополов змінив латинське написання імені з Oleksandr Dolgopolov Jr. на Alexandr Dolgopolov[6]

## Важливі фінали

### Фінали Мастерс 1000

#### Парний розряд: 1 (1 перемога)
| Результат | Дата     | Турнір            | Покриття | Партнер       | Суперники                    | Рахунок               |
| --------- | -------- | ----------------- | -------- | ------------- | ---------------------------- | --------------------- |
| Перемога  | Бер 2011 | Індіан-Веллс, США | Тверде   | Ксав'є Малісс | Роджер Федерер Стен Вавринка | 6–4, 6–7(5–7), [10–7] |

### Team finals

#### Team events: 1 (1 поразка)
| Результат | W/L | Дата     | Турнір                                      | Покриття   | Партнер         | Суперники                  | Рахунок |
| --------- | --- | -------- | ------------------------------------------- | ---------- | --------------- | -------------------------- | ------- |
| Поразка   | 0–1 | Січ 2016 | Кубок Гопмана 2016, Перт, Західна Австралія | Тверде (i) | Еліна Світоліна | Дар'я Гаврилова Нік Киріос | 0–2     |

## Фінали турнірів ATP за кар'єру

### Одиночний розряд: 9 (3–6)
| Легенда (одиночний розряд)                  |
| ------------------------------------------- |
| Турніри Великого шолома (0–0)               |
| Фінали Світового туру ATP (0–0)             |
| Серія Мастерс 1000 Світового Туру ATP (0–0) |
| Серія 500 Світового туру ATP (1–2)          |
| Серія 250 Світового туру ATP (2–4)          |

| Титули за покриттям |
| ------------------- |
| Тверде (1–3)        |
| Ґрунт (2–3)         |
| Трава (0–0)         |
| Килим (0–0)         |

| Результат | W/L | Дата     | Турнір                                          | Покриття   | Суперник         | Рахунок            |
| --------- | --- | -------- | ----------------------------------------------- | ---------- | ---------------- | ------------------ |
| Поразка   | 0–1 | Лют 2011 | Brasil Open, Бразилія                           | Ґрунт      | Ніколас Альмагро | 3–6, 6–7(3–7)      |
| Перемога  | 1–1 | Лип 2011 | Відкритий чемпіонат Хорватії з тенісу, Хорватія | Ґрунт      | Марин Чилич      | 6–4, 3–6, 6–3      |
| Поразка   | 1–2 | Січ 2012 | Brisbane International, Австралія               | Тверде     | Енді Маррей      | 1–6, 3–6           |
| Перемога  | 2–2 | Сер 2012 | Washington Open, США                            | Тверде     | Томмі Гаас       | 6–7(7–9), 6–4, 6–1 |
| Поразка   | 2–3 | Жов 2012 | Відкритий чемпіонат Валенсії, Іспанія           | Тверде (i) | Давид Феррер     | 1–6, 6–3, 4–6      |
| Поразка   | 2–4 | Лют 2014 | Rio Open, Бразилія                              | Ґрунт      | Рафаель Надаль   | 3–6, 6–7(3–7)      |
| Перемога  | 3–4 | Лют 2017 | Argentina Open, Аргентина                       | Ґрунт      | Нішікорі Кеі     | 7–6(7–4), 6–4      |
| Поразка   | 3–5 | Лип 2017 | Swedish Open, Швеція                            | Ґрунт      | Давид Феррер     | 4–6, 4–6           |
| Поразка   | 3–6 | Жов 2017 | Shenzhen Open, КНР                              | Тверде     | Давід Ґоффен     | 4–6, 7–6(7–5), 3–6 |

### Парний розряд: 2 (1–1)
| Легенда (одиночний розряд)                  |
| ------------------------------------------- |
| Турніри Великого шолома (0–0)               |
| Фінали Світового туру ATP (0–0)             |
| Серія Мастерс 1000 Світового Туру ATP (1–0) |
| Серія 500 Світового туру ATP (0–0)          |
| Серія 250 Світового туру ATP (0–1)          |

| Титули за покриттям |
| ------------------- |
| Тверде (1–1)        |
| Ґрунт (0–0)         |
| Трава (0–0)         |
| Килим (0–0)         |

| Результат | W/L      | Турнір                                     | Покриття | Партнер       | Суперники                          | Рахунок               |
| --------- | -------- | ------------------------------------------ | -------- | ------------- | ---------------------------------- | --------------------- |
| Перемога  | Бер 2011 | Indian Wells Open, Індіан-Веллс, США       | Тверде   | Ксав'є Малісс | Роджер Федерер Стен Вавринка       | 6–4, 6–7(5–7), [10–7] |
| Поразка   | Січ 2015 | Brisbane International, Брисбен, Австралія | Тверде   | Нішікорі Кеі  | Джеймі Маррей Джон Пірс (тенісист) | 3–6, 6–7(4–7)         |

## ATP Челленджер і ITF Ф'ючерс Фінали

### Одиночний розряд: 12 (10–2)
| Легенда (одиночний розряд) |
| -------------------------- |
| Тур ATP Челленджер (5–2)   |
| Тур ITF Ф'ючерс (5–0)      |

| Фінали за покриттям |
| ------------------- |
| Тверде (0–0)        |
| Ґрунт (10–2)        |
| Трава (0–0)         |

| Результат | В-П  | Дата     | Турнір                  | Рівень     | Покриття | Суперник              | Рахунок                   |
| --------- | ---- | -------- | ----------------------- | ---------- | -------- | --------------------- | ------------------------- |
| Перемога  | 1–0  | Бер 2006 | Єгипет F3, Каїр         | Ф'ючерс    | Ґрунт    | Міхал Навратіл        | 7–6(7–2), 6–4             |
| Перемога  | 2–0  | Тра 2006 | Україна F1, Illyichevsk | Ф'ючерс    | Ґрунт    | Баштіан Кніттель      | 6–3, 6–2                  |
| Перемога  | 3–0  | Чер 2006 | Україна F3, Черкаси     | Ф'ючерс    | Ґрунт    | Джанкарло Петраццуоло | 3–6, 7–6(9–7), 6–2        |
| Перемога  | 4–0  | Чер 2006 | Білорусь F1, Мінськ     | Ф'ючерс    | Ґрунт    | Vladislav Bondarenko  | 6–2, 7–5                  |
| Перемога  | 5–0  | Лип 2006 | Італія F24, Модена      | Ф'ючерс    | Ґрунт    | Андрій Голубєв        | 4–6, 7–6(10–8), 7–6(11–9) |
| Перемога  | 6–0  | Чер 2006 | Сассуоло, Італія        | Челленджер | Ґрунт    | Ектор Руїс-Каденас    | 6–1, 6–4                  |
| Перемога  | 7–0  | Сер 2009 | Орбетелло, Італія       | Челленджер | Ґрунт    | Пабло Андухар         | 6–4, 6–2                  |
| Перемога  | 8–0  | Вер 2009 | Комо, Італія            | Челленджер | Ґрунт    | Хуан-Мартін Арангурен | 7–5, 7–6(7–5)             |
| Перемога  | 9–0  | Вер 2009 | Трнава, Словаччина      | Челленджер | Ґрунт    | Лямін Уахаб           | 6–2, 6–2                  |
| Поразка   | 9–1  | Лют 2010 | Танжер, Марокко         | Челленджер | Ґрунт    | Стефан Робер          | 6–7(5–7), 4–6             |
| Перемога  | 10–1 | Лют 2010 | Мекнес, Марокко         | Челленджер | Ґрунт    | Руї Мачадо            | 7–5, 6–2                  |
| Поразка   | 10–2 | Бер 2010 | Марракеш, Марокко       | Челленджер | Ґрунт    | Яркко Ніємінен        | 3–6, 2–6                  |

### Парний розряд: 8 (3–5)
| Легенда (парний розряд)  |
| ------------------------ |
| Тур ATP Челленджер (0–3) |
| Тур ITF Ф'ючерс (3–2)    |

| Фінали за покриттям |
| ------------------- |
| Тверде (0–0)        |
| Ґрунт (3–5)         |
| Трава (0–0)         |

| Результат | В-П | Дата     | Турнір                  | Рівень     | Покриття | Партнер               | Суперники                              | Рахунок            |
| --------- | --- | -------- | ----------------------- | ---------- | -------- | --------------------- | -------------------------------------- | ------------------ |
| Перемога  | 1–0 | Бер 2006 | Єгипет F2, Порт-Саїд    | Ф'ючерс    | Ґрунт    | Джанкарло Петраццуоло | Йордан Канев Pedrag Rusevski           | 6–1, 6–2           |
| Поразка   | 1–1 | Тра 2006 | Україна F2, Illyichevsk | Ф'ючерс    | Ґрунт    | Денис Молчанов        | Баштіан Кніттель Александер Сачко      | 4–6, 3–6           |
| Перемога  | 2–1 | Чер 2006 | Білорусь F1, Мінськ     | Ф'ючерс    | Ґрунт    | Сергій Тарасевич      | Костянтин Кравчук Денис Мацюкевич      | 7–6(7–4), 4–6, 6–3 |
| Поразка   | 2–2 | Кві 2008 | Італія F10, Подова      | Ф'ючерс    | Ґрунт    | Денис Мацюкевич       | Сімоне Ваньйоцці Кайо Замп'єрі         | 5–7, 6–7(2–7)      |
| Перемога  | 3–2 | Сер 2008 | Росія F4, Москва        | Ф'ючерс    | Ґрунт    | Артем Смірнов         | Олександр Красноруцький Денис Молчанов | 6–0, 3–6, [10–8]   |
| Поразка   | 3–3 | Вер 2009 | Щецин, Польща           | Челленджер | Ґрунт    | Артем Смірнов         | Томаш Беднарек Матеуш Ковальчик        | 3–6, 4–6           |
| Поразка   | 3–4 | Лют 2010 | Мекнес, Марокко         | Челленджер | Ґрунт    | Артем Смірнов         | Пабло Андухар Флавіо Чіполла           | 2–6, 2–6           |
| Поразка   | 3–5 | Бер 2010 | Рабат, Марокко          | Челленджер | Ґрунт    | Дмитро Сітак          | Ілія Бозоляц Даніеле Браччалі          | 4–6, 4–6           |

## Досягнення
| W | Ф | ПФ | ЧФ | #Р | КТ | К# | P# | DNQ | A | Z# | PO | G | S | B | NMS | NTI | P | NH |

### Одиночний розряд
| Турніри Великого шлему                 |              |              |              |      |       |       |       |       |       |       |       |       |      |            |            |            |
| Відкритий чемпіонат Австралії з тенісу |              | К1р          | К3р          | К2р  | К1р   | ЧФ    | 3р    | 1р    | 2р    | 1р    | 2р    | 2р    | 3р   | 0 / 8      | 11–8       | 58%        |
| Відкритий чемпіонат Франції з тенісу   |              | К2р          | К1р          |      | 3р    | 3р    | 1р    | 1р    | 2р    | 1р    |       | 2р    |      | 0 / 7      | 6–7        | 46%        |
| Вімблдонський турнір                   |              |              |              |      | 2р    | 1р    | 2р    | 3р    | 3р    | 2р    | 2р    | 1р    |      | 0 / 8      | 8–8        | 50%        |
| Відкритий чемпіонат США з тенісу       |              |              |              |      | 1р    | 4р    | 3р    | 2р    |       | 1р    | 1р    | 4р    |      | 0 / 7      | 9–7        | 56%        |
| В-П                                    | 0–0          | 0–0          | 0–0          | 0–0  | 3–3   | 9–4   | 5–4   | 3–4   | 4–3   | 1–4   | 2–3   | 5–4   | 2–1  | 0 / 30     | 34–30      | 53%        |
| Серія Мастерс 1000 Світового Туру ATP  |              |              |              |      |       |       |       |       |       |       |       |       |      |            |            |            |
| Indian Wells Open                      |              |              |              |      |       | 3р    | 4р    | 2р    | ПФ    | 3р    | 3р    | 2р    |      | 0 / 7      | 11–7       | 61%        |
| Відкритий чемпіонат Маямі з тенісу     |              |              |              |      |       | 4р    | 3р    | 3р    | ЧФ    | 4р    | 3р    | 1р    |      | 0 / 7      | 11–7       | 61%        |
| Мастерс Монте-Карло                    |              |              |              |      | 1р    | 1р    | 3р    | 2р    | 2р    | 2р    |       |       |      | 0 / 6      | 5–6        | 45%        |
| Мастерс Мадрид                         |              |              |              |      | 2р    | 1р    | ЧФ    | 1р    | 2р    |       | 2р    | К1р   |      | 0 / 6      | 6–6        | 50%        |
| Мастерс Рим                            |              |              |              |      | К2р   | 1р    | 1р    | 3р    | 1р    | 2р    | 1р    | 1р    | 1р   | 0 / 8      | 2–8        | 20%        |
| Мастерс Канада                         |              |              |              |      | 3р    | 2р    | 1р    | 2р    |       | 1р    | 1р    |       |      | 0 / 6      | 4–6        | 40%        |
| Мастерс Цинциннаті                     |              |              |              |      | 1р    | 1р    | 1р    | 1р    |       | ПФ    | 1р    | 2р    |      | 0 / 7      | 4–7        | 36%        |
| Мастерс Шанхай                         | Не проводили | Не проводили | Не проводили |      | 2р    | ЧФ    | 3р    | 2р    | 1р    | 1р    |       | 3р    |      | 0 / 7      | 9–7        | 56%        |
| Мастерс Париж                          |              |              |              |      |       | 3р    | 1р    | 1р    | 1р    | 2р    |       |       |      | 0 / 5      | 2–5        | 29%        |
| В-П                                    | 0–0          | 0–0          | 0–0          | 0–0  | 4–5   | 8–9   | 10–9  | 5–9   | 9–7   | 11–8  | 3–6   | 4–5   | 0–1  | 0 / 59     | 54–59      | 48%        |
| Виступи за країну                      |              |              |              |      |       |       |       |       |       |       |       |       |      |            |            |            |
| Кубок Девіса                           | Z1           | Z2           |              |      |       |       |       | PO    |       | Z1    |       |       |      | 0 / 0      | 5–3        | 63%        |
| Загальна статистика                    |              |              |              |      |       |       |       |       |       |       |       |       |      |            |            |            |
|                                        | 2006         | 2007         | 2008         | 2009 | 2010  | 2011  | 2012  | 2013  | 2014  | 2015  | 2016  | 2017  | 2018 | Career     | Career     | Career     |
| Tournaments                            | 1            | 1            | 0            | 1    | 23    | 30    | 26    | 26    | 22    | 26    | 18    | 24    | 5    | 203        | 203        | 203        |
| Титули                                 | 0            | 0            | 0            | 0    | 0     | 1     | 1     | 0     | 0     | 0     | 0     | 1     | 0    | 3          | 3          | 3          |
| Фінали                                 | 0            | 0            | 0            | 0    | 0     | 2     | 3     | 0     | 1     | 0     | 0     | 3     | 0    | 9          | 9          | 9          |
| Тверде В-П                             | 0–0          | 0–0          | 0–0          | 1–1  | 11–12 | 22–16 | 26–17 | 17–16 | 14–11 | 17–18 | 9–11  | 15–14 | 5–3  | 1 / 120    | 137–119    | 53%        |
| В-П на ґрунті                          | 0–2          | 0–2          | 0–0          | 0–0  | 6–9   | 15–10 | 7–6   | 4–8   | 9–9   | 3–4   | 5–4   | 12–7  | 0–2  | 2 / 63     | 61–63      | 50%        |
| В-П на траві                           | 0–0          | 0–0          | 0–0          | 0–0  | 4–2   | 1–3   | 1–2   | 3–3   | 4–1   | 6–4   | 3–2   | 1–2   | 0–0  | 0 / 20     | 23–19      | 55%        |
| Разом виграшів–поразок                 | 0–2          | 0–2          | 0–0          | 1–1  | 21–23 | 38–29 | 34–25 | 24–27 | 27–21 | 26–26 | 17–17 | 28–23 | 5–5  | 3 / 203    | 221–201    | 52%        |
| Перемога %                             | 0%           | 0%           | –            | 50%  | 48%   | 57%   | 58%   | 47%   | 56%   | 50%   | 50%   | 55%   | 50%  | 52.37%     | 52.37%     | 52.37%     |
| Рейтинг на кінець року                 | 265          | 233          | 309          | 131  | 48    | 15    | 18    | 57    | 23    | 36    | 62    | 38    | 292  | $7,125,771 | $7,125,771 | $7,125,771 |

### Парний розряд
| Турніри Великого шлему                 |       |       |       |       |       |       |       |       |        |        |        |
| Відкритий чемпіонат Австралії з тенісу |       | 2р    | 1р    |       | 2р    |       | 1р    | 1р    | 0 / 5  | 2–5    |        |
| Відкритий чемпіонат Франції з тенісу   | 2р    | 2р    | 2р    |       |       |       |       |       | 0 / 3  | 3–3    |        |
| Вімблдонський турнір                   | 1р    |       |       |       |       |       | 1р    |       | 0 / 2  | 0–2    |        |
| Відкритий чемпіонат США з тенісу       | 1р    | 1р    | 1р    | 1р    |       |       | 1р    |       | 0 / 5  | 0–5    |        |
| В-П                                    | 1–3   | 2–3   | 1–3   | 0–1   | 1–1   | 0–0   | 0–3   | 0–1   | 0 / 15 | 5–15   |        |
| Серія Мастерс 1000 Світового Туру ATP  |       |       |       |       |       |       |       |       |        |        |        |
| Indian Wells Open                      |       | П     | 2р    |       |       |       |       |       | 1 / 2  | 6–1    |        |
| Відкритий чемпіонат Маямі з тенісу     |       |       | 1р    |       |       |       |       |       | 0 / 1  | 0–1    |        |
| Мастерс Монте-Карло                    |       |       | 3р    |       |       |       |       |       | 0 / 1  | 0–1    |        |
| Мастерс Мадрид                         |       | 2р    | 1р    |       |       |       | 1р    |       | 0 / 3  | 1–3    |        |
| Мастерс Рим                            |       | 2р    |       |       |       |       |       |       | 0 / 1  | 1–1    |        |
| Мастерс Канада                         |       | 1р    |       | 1р    |       |       |       |       | 0 / 2  | 0–2    |        |
| Мастерс Цинциннаті                     |       | 2р    |       |       |       |       |       |       | 0 / 1  | 1–1    |        |
| Мастерс Шанхай                         |       |       | 1р    |       |       |       |       |       | 0 / 1  | 0–1    |        |
| Мастерс Париж                          |       |       |       |       |       |       |       |       | 0 / 0  | 0–0    |        |
| В-П                                    | 0–0   | 8–4   | 1–5   | 0–1   | 0–0   | 0–0   | 0–1   | 0–0   | 1 / 12 | 9–11   |        |
| Загальна статистика                    |       |       |       |       |       |       |       |       |        |        |        |
|                                        | 2010  | 2011  | 2012  | 2013  | 2014  | 2015  | 2016  | 2017  | Career | Career | Career |
| Титули / Фінали                        | 0 / 0 | 1 / 1 | 0 / 0 | 0 / 0 | 0 / 0 | 0 / 1 | 0 / 0 | 0 / 0 | 1 / 2  | 1 / 2  |        |
| Разом виграшів–поразок                 | 1–7   | 14–16 | 4–15  | 0–5   | 4–5   | 3–3   | 1–5   | 0–1   | 27–57  | 27–57  |        |
| Рейтинг на кінець року                 | 319   | 44    | 209   | –     | 345   | 420   | –     | –     | 32%    | 32%    |        |

## Перемоги над гравцями першої 10-ки
- Загальний рахунок з гравцями першої 10-ки: 10-47.

| Сезон    | 2006–2010 | 2011 | 2012 | 2013 | 2014 | 2015 | 2016 | 2017 | 2018 | 2019 | 2020 | Всього |
| Перемоги | 0         | 2    | 1    | 0    | 3    | 2    | 1    | 1    | 0    | 0    | 0    | 10     |

| #    | Гравець           | Рейтинг | Турнір                                                      | Покриття | Р-д | Рахунок                 |
| ---- | ----------------- | ------- | ----------------------------------------------------------- | -------- | --- | ----------------------- |
| 2011 |                   |         |                                                             |          |     |                         |
| 1.   | Робін Содерлінг   | 4       | Відкритий чемпіонат Австралії з тенісу, Мельбурн, Австралія | Тверде   | 4р  | 1–6, 6–3, 6–1, 4–6, 6–2 |
| 2.   | Давид Феррер      | 7       | Ніцца, Франція                                              | Ґрунт    | ЧФ  | 6–4, 1–6, 7–5           |
| 2012 |                   |         |                                                             |          |     |                         |
| 3.   | Жо-Вілфрід Тсонга | 5       | Мадрид, Іспанія                                             | Ґрунт    | 3р  | 7–5, 3–6, 7–6(7–2)      |
| 2014 |                   |         |                                                             |          |     |                         |
| 4.   | Давид Феррер      | 4       | Ріо-де-Жанейро, Бразилія                                    | Ґрунт    | ПФ  | 6–4, 6–4                |
| 5.   | Рафаель Надаль    | 1       | Індіан-Веллс, США                                           | Тверде   | 3р  | 6–3, 3–6, 7–6(7–5)      |
| 6.   | Стен Вавринка     | 3       | Відкритий чемпіонат Маямі з тенісу, США                     | Тверде   | 4р  | 6–4, 3–6, 6–1           |
| 2015 |                   |         |                                                             |          |     |                         |
| 7.   | Рафаель Надаль    | 10      | Queen's Club, Англія                                        | Трава    | 1р  | 6–3, 6–7(6–8), 6–4      |
| 8.   | Томаш Бердих      | 6       | Мастерс Цинциннаті, США                                     | Тверде   | ЧФ  | 6–4, 6–2                |
| 2016 |                   |         |                                                             |          |     |                         |
| 9.   | Давид Феррер      | 8       | Abierto Mexicano TELCEL, Мексика                            | Тверде   | 2р  | 6–4, 6–4                |
| 2017 |                   |         |                                                             |          |     |                         |
| 10.  | Нішікорі Кеі      | 5       | Буенос-Айрес, Аргентина                                     | Ґрунт    | Ф   | 7–6(7–4), 6–4           |